# Piranhamesodon pinnatomus
Piranhamesodon pinnatomus è un pesce osseo estinto, appartenente ai picnodontiformi. Visse nel Giurassico superiore (Kimmeridgiano, circa 152-150 milioni di anni fa) e i suoi resti fossili sono stati ritrovati in Germania.

## Descrizione
Come la maggior parte dei picnodonti, anche Piranhamesodon possedeva un corpo appiattito lateralmente e molto alto, quasi discoidale. La lunghezza dell'animale era di circa 9 centimetri. La pinna dorsale e la pinna anale erano grandi, con raggi allungati; la pinna dorsale era arrotondata nella zona centrale, mentre quella anale era arrotondata posteriormente. Le pinne dorsale e anale circondavano la base dei raggi della pinna caudale così strettamente che il peduncolo caudale era praticamente assente. La bocca era posta direttamente sotto la parte anteriore del cranio e non era allungata anteriormente. La posizione della notocorda è insolitamente alta e situata a circa due terzi dell'altezza del corpo. 
La caratteristica più rilevante di Piranhamesodon, che lo distingueva dalle forme simili, era data dalla particolare morfologia della dentatura. Come nella maggior parte dei picnodonti, Piranhamesodon aveva cinque file di denti nel vomere e tre file di denti in ciascuno dei prearticolari. Tuttavia, invece di denti trituranti, sul vomere e sui prearticolari vi erano sei denti lunghi, appuntiti, a forma di pugnale, leggermente ricurvi all'indietro in ciascuna delle file di denti più esterne del vomere, e sei denti triangolari lungo la fila di denti più esterna dei prearticolari, con bordi taglienti lungo il loro margine antero-dorsale. Questi denti taglienti sono seghettati e interagiscono in un meccanismo "a forbice" con il rispettivo dente vomerino posto davanti a loro. Questi denti esterni vomerini e prearticolari sono rinforzati da acrodina altamente mineralizzata che copre le punte e i bordi taglienti. I denti altamente specializzati della fila più esterna dei prearticolari e del vomere erano ancorati alla mascella tramite una robusta base circolare. La loro cavità per la polpa è notevolmente più grande rispetto a quella degli altri picnodontiformi. Una cavità più grande riflette un attacco più flessibile o, più probabilmente, una frequente sostituzione di questi denti relativamente sottili.

## Classificazione
Piranhamesodon è un rappresentante dei picnodontiformi, e in particolare sembrerebbe essere un rappresentante basale dei Pycnodontoidei, il gruppo di picnodontiformi più derivato. Piranhamesodon pinnatomus venne descritto per la prima volta nel 2018, sulla base di un fossile ben conservato proveniente dalla zona di Ettling, in Germania.

## Paleoecologia
Piranhamesodon, con i suoi denti appuntiti e taglienti, potrebbe essere stato un animale dal ruolo ecologico simile a quello degli odierni piranha, in notevole contrasto con gli altri picnodontiformi finora noti (con la possibile eccezione dei successivi Serrasalmimidae), che hanno una tipica dentatura triturante. Secondo gli autori della prima descrizione, Piranhamesodon potrebbe essere la prima prova di pesci attinotterigi che si cibavano di pezzi di carne di altri pesci: il modello della dentatura, la forma dei denti, la morfologia della mascella e la meccanica sono tutti indicativi di un apparato di alimentazione adatto a recidere carne o pinne, favorendo così una nuova nicchia ecologica. Le prove suggeriscono che Piranhamesodon potrebbe aver sfruttato il mimetismo aggressivo in un sorprendente parallelo con i modelli di alimentazione dei moderni piranha. Sorprendentemente, i pesci fossili rinvenuti negli stessi depositi di Piranhamesodon mostrano lesioni alle pinne e alla base delle pinne.